# スカウティング・スケール
スカウティング・スケール（Scouting scale）、または20 - 80スケールは、スポーツ選手などを評価する手法。あるリーグの出場機会に基づく能力の平均値を50に設定して、20から80までの10刻みか5刻みで選手の能力を評価する。先駆的な取り組みで知られるメジャーリーグ球団経営者のブランチ・リッキーの提唱に始まるとされ、メジャーリーグを中心とした野球文化の中で、若い選手の潜在的な能力や将来像を評価する用途にとくに用いられている。

## 歴史
1913年から1955年までゼネラルマネージャーを務め、マイナーリーグ制度を整備し、選手の「ツール」を分析する先駆者であったと評される球団経営者のブランチ・リッキーがスカウティングスケールの創始者とされる。ただしリッキーの段階では20 - 80スケールではなく、30を平均においた0から60までの評価だった。
誰が最初に2から8までのスケールを考案したのかは厳密には定かではない。1972年にMLBスカウト局が設置されると、ブルワーズのゼネラルマネージャーを退いていたジム・ウィルソンが責任者に就任した。彼のアシスタントを務めていたドン・プライスは、ウィルソンとのブレインストーミングの後に、2 - 8スケールの概念にたどり着いたと語っているという。

## 根拠
メジャーリーグ（MLB）は、AAA、AA…といった格付けがなされた、5-6層からなる下部組織であるマイナーリーグのチームを保有している。各階層で25 - 35人のロースターがあるため、MLBの各球団は200人に達する数の選手と契約しているが、メジャーリーグに出場可能な選手の数は26人枠と40人枠のロースターに規定されていて、ごく限られている。ロースター内でも平等な起用がなされるわけではなく、優秀な選手（あるいは、その個々の能力）ほど優先して起用されるため、リーグ平均より劣った選手ほど出場機会は少ない。対照的に、1人あたりの出場機会には限度があり、能力がリーグ平均より優れるほど、そうした優れた能力を持つ選手の数は少なくなる。このため、選手の能力の分布は正規分布に近いと考えることができる。

標準正規分布がもつ確率密度関数のグラフ。スカウティングスケールの場合、標準偏差σ=10としている

正規分布において、平均50, 標準偏差10としたとき、偏差値が20と80の間に99.7パーセントのサンプルが入るため、この範囲内を一般的な評価の範疇として、50をリーグ平均に設定して、20から80までの評価とする。ただし、この範囲に収まらないごく少数の傑出した選手のために90を置く場合がある。
基本的には10刻みだが、正規分布は平均値に近いほどサンプルの数が増えるので、45と55をおく。論者や用途によって、35、65、75を置く場合もある。

## 意義と評価対象
他の評価方法としてA,B,Cなどのアルファベットや満点方式の点数化などがあるが、何を満点の基準とするのか評価者によって統一されるものではない。そのためスカウティングスケールを用いる者は、各々が持つ主観的な評価のプロセスを共通の基準にのせ、より相対的な、あるいは科学的な視点を視点をもたらすことを期待している。
スカウティングスケールは、野手におけるヒットツール、スピードなど、あるいは投手における速球や各変化球といった選手の能力を分解して捉える評価と、それらによって構成される選手の総合評価の両方に用いる。どのように能力を分解するかは論者によって任意に設定しうるが、野手においてはヒット、パワー、スピード、ディフェンス、アームの5ツール評価が一般的である。投手では、各球種とコントロールに対する評価が一般的である。
Smith (2013)では、SABR Style（セイバー流）のスケール理解として、野手のツールと対応する指標を考察している。ヒットツールに打率とBABIP、パワーにIsoPとHR/PA、スピードに盗塁とBSR、ディフェンスにUZRとその内訳のフィールディング評価、アームにUZRのARM項目（進塁抑止評価）を対応させて、2010-2012年のMLBで該当する選手を挙げている。Ball (2013)では、野手についてLD%（打球のライナー率）、O-Swing%（ストライクゾーン外のスイング率）、四球率などの、既存のツールに分類されない指標に対しても、各グレードの基準を算出している。投手については、ストレートの平均球速、各球種の失点増減、四球率と、防御率やFIPなどの総合評価の基準を算出している。Gray (2013)はZone%（投球のストライクゾーン割合）によってコントロールの評価を試みている。

## 各グレードの詳細
例示した選手像は模式的なものであり、絶対的なものではない。また、各グレードの選手のチーム内での立ち位置について記しているが、これは選手の能力だけでなくチーム状況にも左右されることに注意を要する。
グレード2020は最低評価である。MLBの各球団は200人ほどの選手と契約していて、下部組織であるマイナーリーグの中で将来のメジャーリーグの戦力として期待される選手はプロスペクトと呼ばれる。プロスペクトの数は多くとも60人ほどであり、半数以上のマイナーリーガーは下部組織の運営のために契約されていて、メジャーリーグに昇格することが想定されていないオーガニゼーショナル・プレイヤーなどと呼ばれる。こうした選手が20に該当する。山崎によれば、日本プロ野球（NPB）の球団が契約している選手は、一軍に出場できない育成選手も含めて30以上のグレードに当たると考えられ、アマチュアや独立リーグの中でドラフト候補と見なされていない選手がこのグレードに該当する。
グレード30普段は下部組織でプレーしていて、メジャーリーグ（NPBにおける一軍）で故障者などが出た際に昇格してベンチに入るような選手が30に該当する。McDaniel (2020)は20を置かずに35を置き、30にOrganizationalをあて、35にEmergency Call-Upを置いている。Gray (2013)はWell Below-Averageという用語をあてている。
グレード40このグレードから、一軍で一定の出場機会を得る。勝ちパターンでないリリーフ専門の投手や、レギュラーとして先発出場はせずに代打や代走で出場する野手などが該当する。Gray (2013)はBelow-averageという用語をあてている。
グレード45プラトーン起用される野手や、平均的な先発ローテーションの5番手、投手層が薄いチームのセットアッパーなどが該当する。
グレード50グレード50が平均的なレギュラー選手に該当することを根拠に、スカウティングスケールが設計されている。野手ではレギュラー選手の多くが該当する。投手では。投手層が厚いチームの3，4番手の先発、平均的なセットアッパーなどが該当する。Gray (2013)はAverageをあてている。
グレード5555より優れたレギュラー選手に与えられる。
グレード60野手では、リーグ20位以内の打撃成績を残すコーナーポジションの選手や、打撃はそれより劣るセンターポジションの選手に与えられる。投手では、平均的な先発1番手か傑出したリリーフ投手などに与えられる。グレード60は、チームを代表する中心選手といえる。Gray (2013)はPlusという用語をあてている。
グレード70野手では、攻守を含めた貢献で両リーグのトップ5に入る選手に与えられる。投手では、球界を代表する先発投手に与えられ、リリーフ投手にはふつう与えられない。グレード70は、リーグを代表する選手といえる。Gray (2013)はPlus-Plusという用語をあてている。
グレード8080は最高評価である。グレード70まではリーグに該当する選手がいるが、80は各年代に1人いるかどうかの希少な選手で常にいるとは限らず、いればリーグの最高の選手であると言える。山崎 (2020)は、2018年から2020年までの柳田悠岐が80に該当するか確言できないとして、希少さを強調している。山崎は、NPBでの例として全盛期の野村克也、渡米前のイチロー、2010,11年のダルビッシュ有を挙げている。Gray (2013)はTop Endという用語をあてている。80に収まらない、球史の中で圧倒的な成績を残した選手にグレード90が置かれる場合があり、マイク・トラウトをここに入れるべきだという意見があるという。また、山崎はNPBでは全盛期の王貞治が90に該当するとしている。